# Bufalá
Bufalá es uno de los barrios de la ciudad de Badalona, provincia de Barcelona, y pertenece al Tercer Distrito.
El barrio ocupa aproximadamente tres kilómetros y queda definido por la avenida Conflent, la calle Molí de la Torre, la autopista C-32 y la avenida Martí Pujol. 
Se sitúa a unos tres kilómetros del centro de Badalona, en la zona residencial más boscosa y con menor densidad de población. La principal atracción es el monasterio de Sant Jeroni de la Murtra. De allí parten caminos a la Cruz de Montigalá y la Cantera de Vallensana.

## Historia

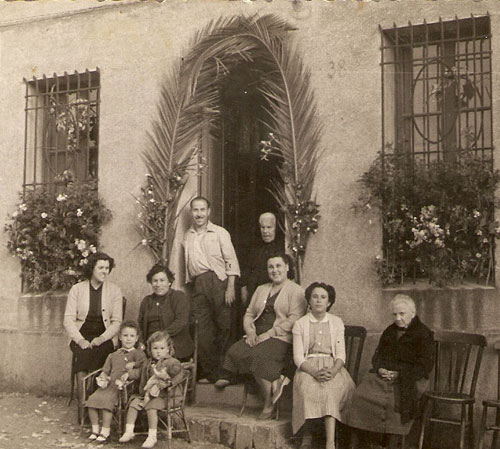
Casa antigua de Bufalá preparada para las fiestas de Corpus

Sus orígenes se remontan a la década de 1920, cuando ante la demanda de viviendas y el aumento de población, varios propietarios promovieron tres urbanizaciones, de las que Bufalá era una de ellas. El barrio tomó su nombre por asociación con la antigua masía de Can Bufalá. Esta fue sustituida en los años 50 por una serie de viviendas públicas.

## Urbanismo
Los principales espacios abiertos del barrio son Plaza España, Plaza Antonia Boada y la Plaza Torrents Ladó, en las zonas más altas, y en las zonas más cercanas al mar, Can Barriga.
En el barrio de Bufalá se encuentra la calle comercial más larga de la ciudad, la calle Independencia (más de un kilómetro), que en 1998 fue objeto de una remodelación con el objeto de mejorar la situación de las tiendas en una zona eminentemente comercial.
La mayor parte de la infraestructura se encuentra en la parte alta del barrio, con excepción de la educativa que se concentra en la parte media y baja. 

## Instituciones
Las principales instituciones en el ámbito social son el centro de acogida Can Banús que atiende a personas portadoras del VIH, Som-hi, que atiende a mujeres en situación de exclusión, Roca i Pi (residencia de la tercera edad), Juguem plegats dedicada a la infancia y la UBASP (Unidad Básica de Atención Social Primaria).
En el ámbito educativo cuenta con el AMPA IES Pompeu Fabra, AMPA IES Isaac Albéniz, el CEIP Escuela Boix, el AMPA Escuela Can Barriga, el CEIP Planas i Casals, el CEIP Bufalà, el IES Pompeu Fabra y la Escuela de Artes y Oficios Pablo Gargallo.